# Bundesautobahn 623
Pour les articles homonymes, voir A623 et Autoroute A623.
La Bundesautobahn 623 est une Bundesautobahn dans le Land de Sarre.

## Géographie
L'A 623 part de l'échangeur autoroutier de Friedrichsthal (connexion avec la Bundesautobahn 8) en passant par Sulzbach jusqu'à la sortie de Sarrebruck-Ludwigsberg (le faux triangle et donc non officiellement désigné). Le tronçon initialement prévu pour atteindre le centre-ville de Sarrebruck fut construit comme la Bundesstraße 41. L'ensemble du tracé de l'A 623 faisait partie de la B 41 jusqu'à ce qu'elle soit rebaptisée autoroute fédérale.
À la fin de l'autoroute, la voie de droite mène à l'ouest en passant par le quartier de Rodenhof et le Ludwigsparkstadion jusqu'à Ludwigskreisel (L 127 et B 268), puis continue à travers la Sarre (Westspange) jusqu'à la sortie de Sarrebruck-Westspangenbrücke pour la Bundesautobahn 620.
La voie de gauche descend à l'est de la sortie de Sarrebruck-Rodenhof directement jusqu'au centre-ville (B 41), traverse également la Sarre et l'A 620 (sortie de Sarrebruck-Wilhelm-Heinrich-Brücke) et continue en direction de La Brême d'Or. La B 41 devient à la frontière française la route nationale 3 (vers Forbach/Metz).
Cette autoroute relève entièrement de la communauté régionale de Sarrebruck et représente une liaison de transport régionale importante. De plus, l'A 623 est signalée comme une route vers Sarrebruck pour le trafic en provenance du nord, en particulier de la Bundesautobahn 1. L'A 1 mène également au centre-ville jusqu'au Ludwigskreisel, mais pour les 20 derniers kilomètres (depuis l'échangeur autoroutier de Sarrebruck), les conducteurs sont dirigés vers l'A 8, puis après environ 6 km vers l'A 623, car il faut éviter une circulation excessive à la fin de l'autoroute A1 et dans le quartier de Malstatt.
La signalisation sur l'autoroute avait une curiosité jusqu'en 2011 : l'A 623 remplaçant la B 41, certains panneaux indiquant l'A 623 portaient encore le numéro de la Bundesstraße 41. Cela s'appliquait également à tous les panneaux de distance le long de l'A 623. Le dernier tronçon entre Sarrebruck-Rodenhof et Sarrebruck-Güterbahnhof n'est plus signalé comme une autoroute, mais comporte quatre voies et des panneaux bleus. En 2011, presque tous ces panneaux sont remplacés et n'affichent désormais plus les panneaux B 41. Les panneaux bleus indiquant les deux sorties de Rodenhof et Ludwigsberg sont également remplacés par des panneaux jaunes.